# 2130 Євдокія
2130 Євдокія (2130 Evdokiya) — астероїд головного поясу, відкритий 22 серпня 1974 року.
Тіссеранів параметр щодо Юпітера — 3,596.